# Dicranales
Dicranales es un orden botánico  de musgos de la subclase Dicranidae. 

## Familias
Bruchiaceae

Calymperaceae

Dicranaceae

Ditrichaceae

Erpodiaceae

Eustichiaceae

Fissidentaceae

Hypodontiaceae

Leucobryaceae

Rhabdoweisiaceae

Rhachitheciaceae

Schistostegaceae

Viridivelleraceae